# Trog (film)
Trog is een film uit 1970 onder regie van Freddie Francis. De film is Joan Crawfords laatste film en staat er om bekend een zó een klein budget te hebben, dat Crawford haar eigen auto moest gebruiken als kleedkamer. Het apenkostuum is een overgebleven kostuum dat werd gemaakt voor de film 2001: A Space Odyssey.

## Verhaal
Wanneer in Engeland verscheidene studenten worden vermoord door een vreemd en mysterieus wezen, wordt het schepsel gevangen en afgevoerd naar antropologe Brockton. Zij ontdekt dat het wezen 'Trog' is, een mengsel van een mens en een aap. Ze besluit het beest te bestuderen en op te voeden. Wanneer hij ontsnapt en een klein meisje ontvoert, wordt al gauw een intense zoektocht gestart.

## Rolverdeling
| Acteur        | Personage           |
| ------------- | ------------------- |
| Joan Crawford | Dr. Brockton        |
| Michael Gough | Sam Murdock         |
| Bernard Kay   | Inspecteur Greenham |
| Kim Braden    | Anne Brockton       |